# 4083 Jody
4083 Jody è un asteroide della fascia principale. Scoperto nel 1985, presenta un'orbita caratterizzata da un semiasse maggiore pari a 2,5991478 UA e da un'eccentricità di 0,1944147, inclinata di 12,79484° rispetto all'eclittica.